# Župnija Ivančna Gorica
Župnija Ivančna Gorica je rimskokatoliška teritorialna župnija dekanije Grosuplje nadškofije Ljubljana.
Naselje Ivančna Gorica se je v senci bližnje Stične začelo hitreje razvijati šele po letu 1945, ko je iz zaselka nastalo samostojno naselje. Naselje je spadalo najprej pod pražupnijo Šentvid pri Stični, nato pod Stično, dokler leta 1989 niso ustanovili župnije Ivančna Gorica. Kot bogoslužni prostor je v opuščeni gostilni služila kapela svetega Duha, dokler leta 1999 niso posvetili novo zgrajene župnijske cerkve.

## Sakralni objekti
- cerkev svetega Jožefa, Ivančna Gorica (župnijska cerkev)
- cerkev svete Marjete, Malo Črnelo (podružnična cerkev)
- cerkev svetega Tomaža, Spodnja Draga (podružnična cerkev)[1]